# 落合氏舌鰨
落合氏舌鰨為輻鰭魚綱鰈形目鰨亞目舌鰨科的其中一種，分布於西北太平洋日本海域，棲息深度50-220公尺，體長可達18公分，棲息在底層水域，生活習性不明。

## 扩展阅读
維基物種上的相關：落合氏舌鰨